# Association europeénne des élus de montagne
Die Association européenne des élus de montagne (kurz AEM, franz. für „europäische Vereinigung der gewählten Berggebietsvertreter“) ist eine 1991 gegründete Vereinigung zur Stärkung der Berggebietspolitik innerhalb der Europäischen Union und des Europarats. Die ordentlichen Mitglieder, die allen Parteien entstammen, sind in das EU-Parlament, in ein nationales Parlament oder ein Regionalparlament gewählte Vertreter.
Der Verein hat seinen Sitz in Paris.